# 约翰·凡勒丁·安德里亚
约翰·凡勒丁·安德里亚（德語：Johannes Valentinus Andreae，1586年8月17日—1654年6月27日）德国作家、路德宗神学家、數學家、詩人、星體研究者，占星家、哲學家，1619年创作乌托邦作品《基督城》(Reipublicae Christianopolitanae descriptio)。他也被认为是匿名作品1616年玫瑰十字会宣言《克里斯蒂安·罗森克鲁兹的化学婚礼》的实际作者。